# Thess Krönell
Thess Krönell (* 30. Mai 1996 in Umeå, Schweden) ist eine schwedische Handballspielerin, die für den schwedischen Erstligisten Önnereds HK aufläuft.

## Karriere

### Im Verein
Krönell begann das Handballspielen in ihrer Geburtsstadt bei Gimonäs Umeå IF. Nachdem die Kreisläuferin nach Norrfjärden umgezogen war, lief sie für Lillpite IF auf. Zusätzlich spielte sie Fußball bei Infjärdens SK. Krönell wechselte im Jahr 2012 zum IK Sävehof. Im Jahr 2015 gewann sie mit Sävehof die schwedische Jugendmeisterschaft. Im selben Jahr rückte Krönell in den Kader der ersten Damenmannschaft auf. Mit Sävehof gewann sie 2016, 2018 und 2019 die schwedische Meisterschaft. Ab dem Sommer 2022 stand sie beim deutschen Bundesligisten TuS Metzingen unter Vertrag. Aufgrund langanhaltenden Verletzungsproblemen wurde ihr Vertrag im Mai 2022 aufgelöst. Nachdem Krönell Mutter wurde, schloss sie sich im Februar 2023 den schwedischen Erstligisten Önnereds HK an.

### In Auswahlmannschaften
Krönell bestritt insgesamt 35 Länderspiele für die schwedische Jugend- und Juniorinnennationalmannschaft, in denen sie 37 Tore warf. Mit der schwedischen Auswahl gewann sie die Bronzemedaille bei den Olympischen Jugend-Sommerspielen 2014 sowie die Bronzemedaille bei der U-19-Europameisterschaft 2015.